# Geographic Names Information System
Geographic Names Information System (GNIS) ist eine Datenbank, die Namen und Lageinformationen von mehr als zwei Millionen geographischen Objekten in den Vereinigten Staaten und den abhängigen Territorien enthält. GNIS wurde vom United States Geological Survey in Zusammenarbeit mit dem United States Board on Geographic Names (BGN) aufgebaut, um die Standardisierung der Namensgebung geographischer Objekte voranzutreiben.

## Inhalt der Datenbank
Die Datenbank enthält die Benennungen geographischer Objekte und Verweise auf topographische Karten, einschließlich von Informationen über die geographische Lage und bibliographische Nachweise. Bücher und historische Karten, durch welche die Existenz eines geographischen Objektes bestätigt wird, sind in der Datenbank verzeichnet, einschließlich abweichender historischer oder alternativer, inoffizieller Benennungen.
Ende 2014 enthielt GNIS 2.726.567 Namen für 2.268.566 geographische Objekte in den USA.
Die GNIS Datenbank verwendet 63 breite, historisch gewachsene Kategorien, feature classes (früher feature types), wie beispielsweise „stream“ für fließende Gewässer, „populated places“ (ppl) für Städte und bewohnte Orte, „lake“ für Seen usw.

Verbreitungskarten für Namen in GNIS
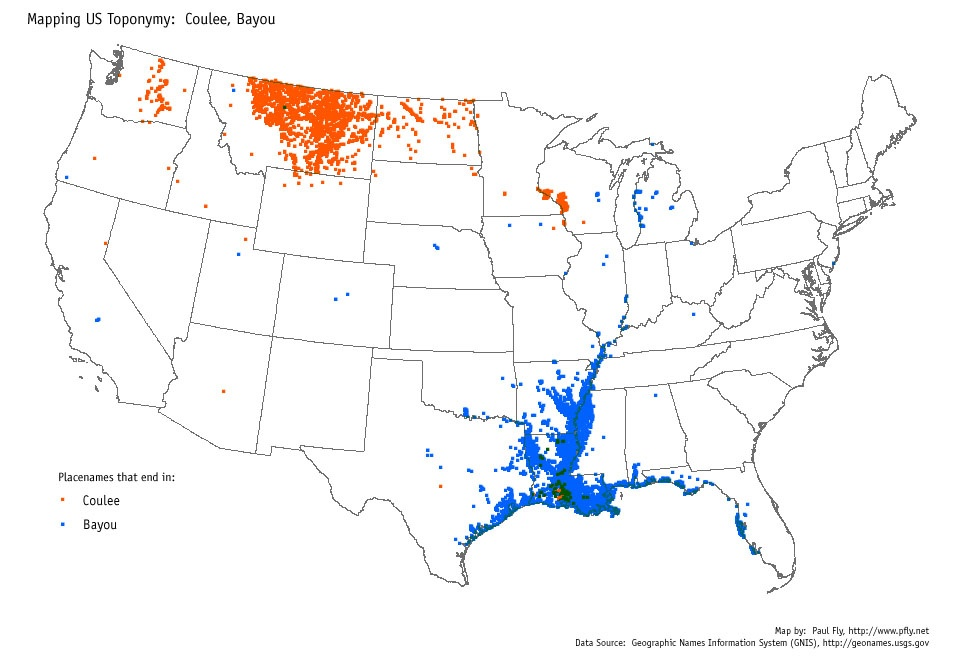
Geografische Objekte mit Namensbestandteilen „Coulee“ (orange) oder „Bayou“ (blau)
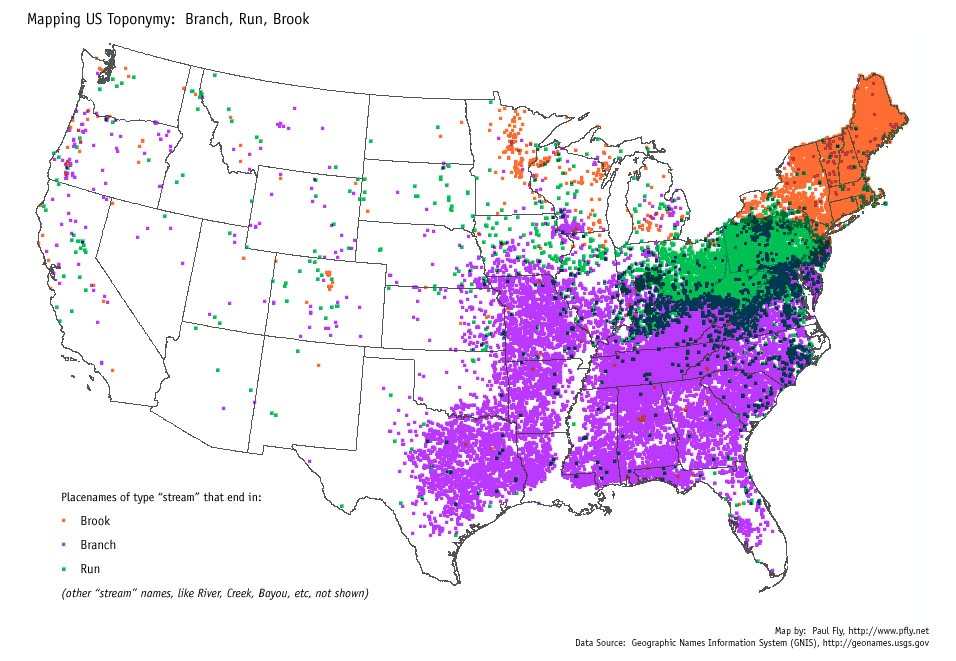
Namensbestandteile „Branch“ (violet), „Run“ (grün) oder „Brook“ (orange) bei fließenden Gewässern (feature class „stream“)
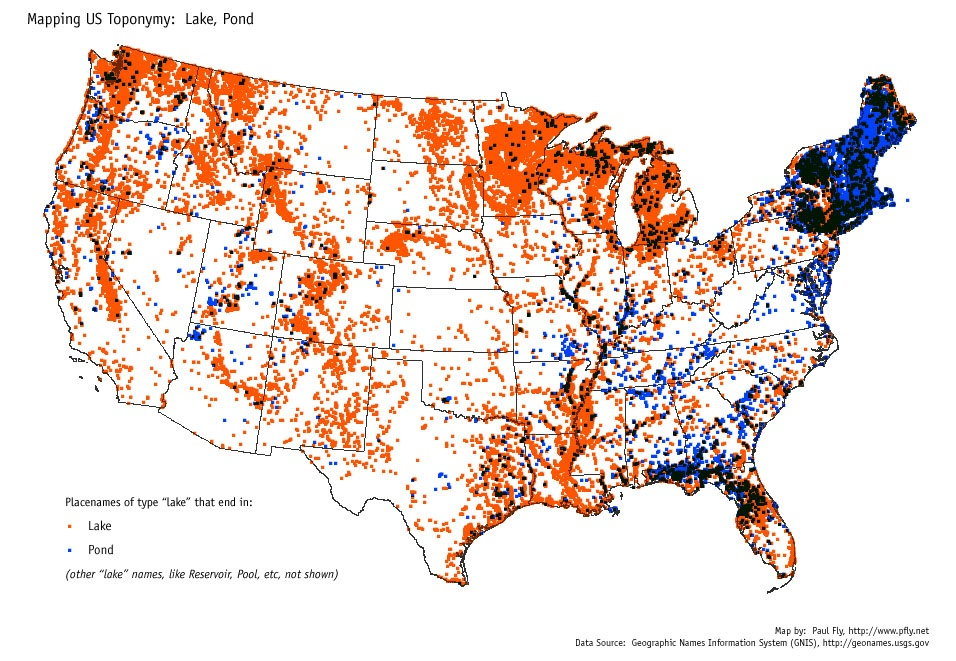
Namensbestandteile „lake“ (orange) oder „pond“ (blau) bei Seen (feature class „lake“)
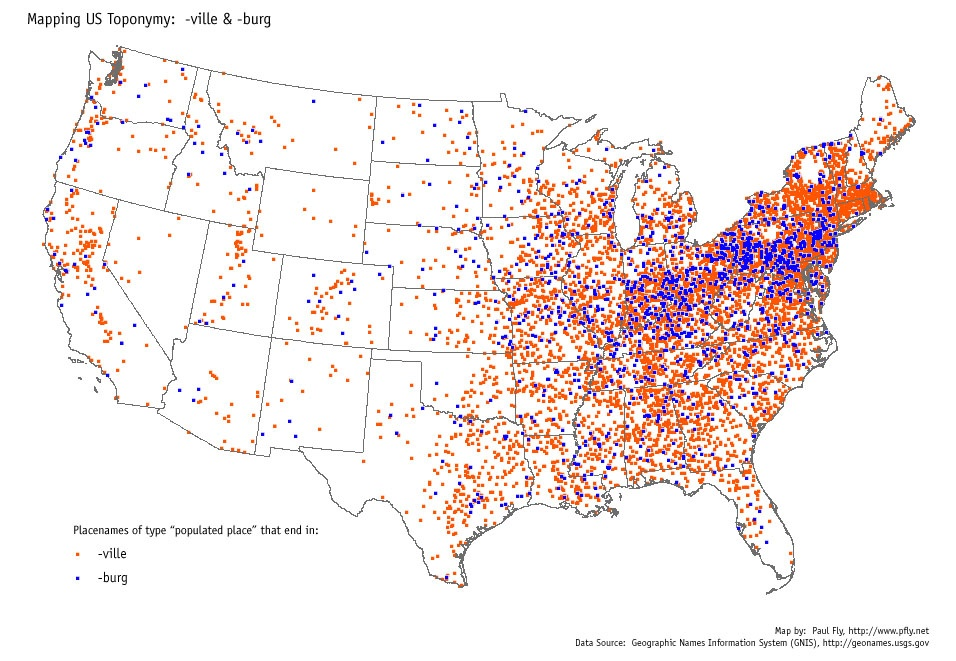
Namensbestandteile „-ville“ (orange) oder „-burg“ (blau) bei bewohnten Orten (feature class „ppl“)

## Andere Behörden zur Namensbestimmung geographischer Orte
- Das Bureau of the Census legt Census-designated places fest, die aus mehreren im GNIS genannten Örtlichkeiten bestehen können.
- Die U.S. Postal Service Publication 28 legt Standards für die Adressierung von Post fest. Dabei werden durch den Postal Service zweistellige Buchstabencodes festgelegt, die den Bundesstaat bezeichnen, sowie feste Abkürzungen für Straßen, wie etwa Boulevard (BLVD) und Street (ST) oder nachgeordnete Unterscheidungsmerkmale, wie etwa Suite (STE).
- Der Name der U.S. Postal Service Postämter wurde früher zur Bestimmung von Ortsnamen genutzt.

## Namensänderungen
Vorschläge zur Änderung von Benennungen geographischer Objekte können an das GNIS gerichtet werden, wobei der Nachweis erbracht werden muss, dass der Vorschlag seine Berechtigung hat; die Vorlage von Unterstützerlisten ist dabei erforderlich.

## Publikationen zum Thema
- U.S. Department of the Interior, U.S. Geological Survey, National Mapping Division, Digital Gazeteer: Users Manual, (Reston, Virginia: U.S. Geological Survey, 1994).
- Heat Moon, William Least, Blue Highways: A Journey Into America, (Boston: Little Brown and Company, 1982).
- Jouris, David, All Over The Map, (Berkeley, California: Ten Speed Press, 1994.).
- Report: "Countries, Dependencies, Areas Of Special Sovereignty, And Their Principal Administrative Divisions," Federal Information Processing Standards, FIPS 10-4.
- Report: "Principles, Policies, and Procedures: Domestic Geographic Names," U.S. Board of Geographic Names, 1997.
- U.S. Postal Service Publication 28, November 2000.